# Federica Moro
Federica Moro (Carate Brianza, 20 febbraio 1965) è un'attrice ed ex modella italiana eletta Miss Italia 1982.

## Biografia
Nata a Carate Brianza passa la prima parte della sua vita a Mariano Comense.
Comincia la carriera nel 1982 quando, a 17 anni, vince il titolo di Miss Italia a Sanremo. Questa vittoria le apre le porte del mondo del cinema, dove recita successivamente in vari film, dopo essersi classificata anche nella top 12 di Miss Universo 1983. Già nel 1983 è protagonista al fianco di Adriano Celentano del film campione d'incassi Segni particolari: bellissimo, dove interpreta la parte di una ragazza che ruba il cuore allo scapolo più impenitente che si conosca arrivando, addirittura, a sposarlo. Nello stesso anno è inoltre tra i presentatori del programma musicale di Rai 1 Happy Magic con Sammy Barbot.
L'anno dopo è Arianna in College, film dal quale è stato estratto uno spin-off televisivo dallo stesso titolo del 1990, in cui è l'interprete principale. Dopo un'altra pellicola al fianco di Celentano (Joan Lui - Ma un giorno nel paese arrivo io di lunedì), nel 1986 partecipa ai due episodi di Yuppies (Yuppies, i giovani di successo e Yuppies 2).

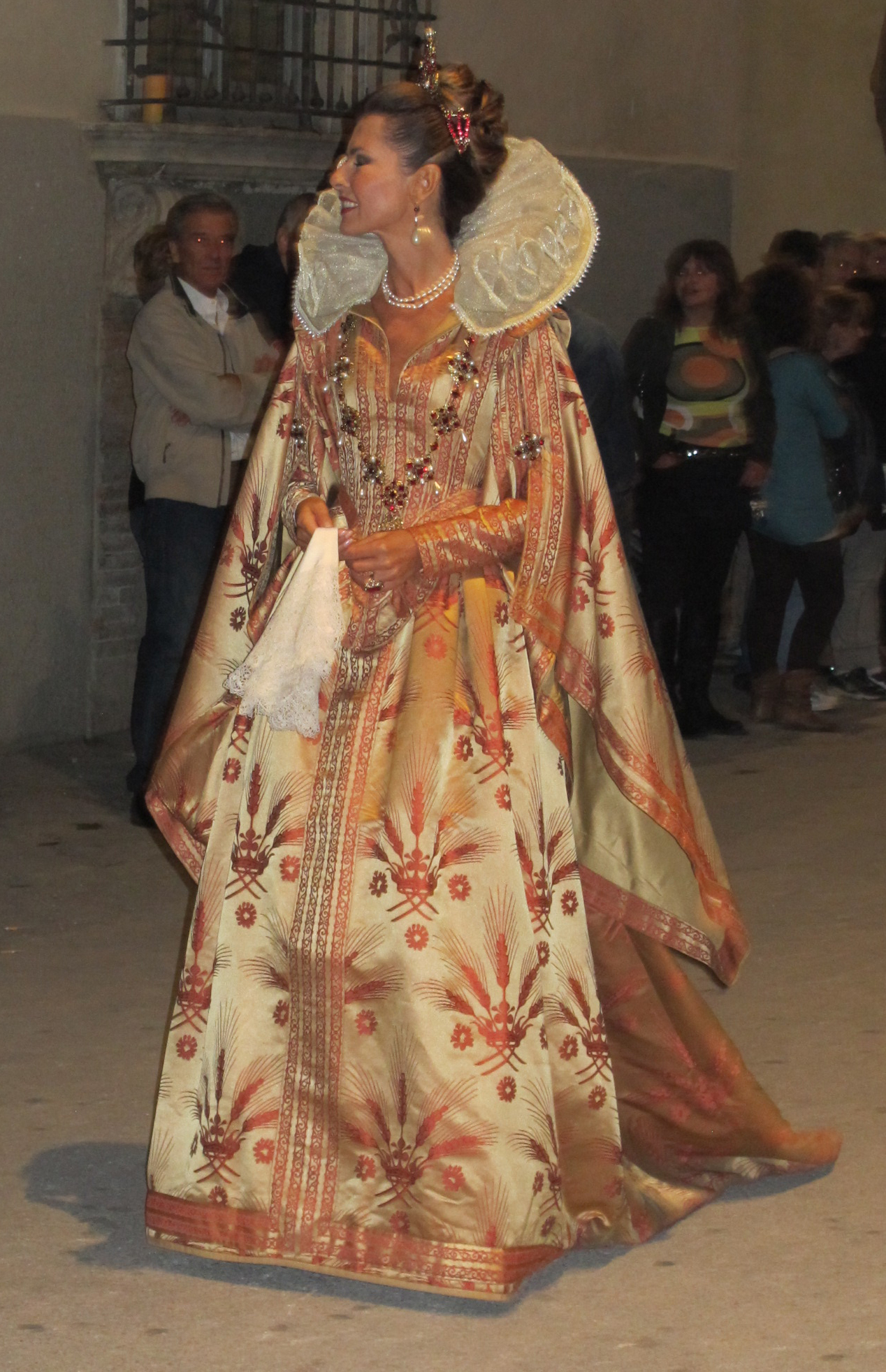
Federica Moro in costume alla Giostra della Quintana di Foligno (settembre 2012)

Due anni dopo recita nella sua prima pellicola internazionale, La partita, diretto da Carlo Vanzina. Il film si rivela assai modesto e fa diminuire le ambizioni cinematografiche dell'attrice. Nel 1990 è protagonista di College, uno dei telefilm cult dell'epoca insieme a I ragazzi della 3ª C; College ebbe infatti un grande successo di ascolti, con punte di 6 milioni di telespettatori anche nelle repliche, e grande popolarità soprattutto tra i giovani.
Dopo College, su Rai 2 è una delle protagoniste in Aquile un telefilm ambientato in una base italiana e sulla vita di alcuni piloti dell'aeronautica. Vi è praticamente tutto il materiale volante dell'aeronautica (C-130, G.222, HH-3F, SF-260, MB-339, etc). Le produzioni che seguono, Ultimo respiro e Tre addii, segnano le sue ultime apparizioni sul grande schermo. Nell'estate del 1992 presenta assieme a Paolo Bonolis su Canale 5 il Festival internazionale Stelle del Circo.
In seguito partecipa a numerose trasmissioni televisive anche come ospite e diventa testimonial di un'importante casa di cosmetici. È madrina della Giostra della Quintana, manifestazione storica cavalleresca che si tiene a Foligno, ogni anno, a giugno e settembre. Dal 2004 al 2006 ha condotto su Telenorba L'aia - Danza e suoni del Mediterraneo, una trasmissione sulla musica folk pugliese. Nel 2011 ha condotto la trasmissione World Boat sul canale tematico Yacht & Sail.
A Lugano ha presentato per tre volte lo Spring Ball Lugano/Monte-Carlo, organizzato dall'agenzia monegasca Five Stars Events, patrocinato dal Consolato del Principato di Monaco a Lugano e sostenuto dalla Città di Lugano.
Nel settembre del 2016 torna in televisione come membro della giuria tecnica di Miss Italia 2016, in onda su LA7.
Si è da tempo ritirata dal mondo dello spettacolo per dedicarsi alla vita privata e alla famiglia.

## Filmografia

### Cinema

Federica Moro in Joan Lui - Ma un giorno nel paese arrivo io di lunedì

- Segni particolari: bellissimo, regia di Castellano e Pipolo (1983)
- College, regia di Castellano e Pipolo (1984)
- Joan Lui - Ma un giorno nel paese arrivo io di lunedì, regia di Adriano Celentano (1985)
- Yuppies - I giovani di successo, regia di Carlo Vanzina (1986)
- Yuppies 2, regia di Enrico Oldoini (1986)
- La partita, regia di Carlo Vanzina (1988)
- Ultimo respiro, regia di Felice Farina (1992)

### Televisione
- Nessuno torna indietro, regia di Franco Giraldi – miniserie TV (1987)
- Aquile – serie TV, 7 episodi (1989)
- College – serie TV, 14 episodi (1990)
- Corpi speciali, regia di Luciano Odorisio – film TV (1993)
- Scoop, regia di José María Sánchez – miniserie TV (1992)
- Tre addii, regia di Mario Caiano – miniserie TV (1999)

## Programmi televisivi
- Miss Italia (Canale 5, 1982) Vincitrice
- Happy Magic (Rai 1, 1982-1983)
- Happy Magic n.2 (Rai 1, 1984)
- Miss Universo (CBS, 1983) Concorrente
- Festival internazionale Stelle del Circo (Canale 5, 1992)
- La Canzone del Cuore (Telemontecarlo, 1995)
- Palermo - La notte della moda (Rete 4, 2001)
- Premio Gocce d’Argento (Rai 1, 2004)
- Serata Divina Giulia (Rai 1, 2004)
- Premio Caserta (Rai 2, 2004)
- L'aia - Danza e suoni del Mediterraneo (Telenorba, 2004-2006)
- World Boat (Yatch & Sail, 2011)
- Miss Italia (LA7, 2016; Rai 1, 2019) Giurata

## Discografia
- 2008 – New Burn Sun
- 2008 – Movie Lounge Vol. 3 - Rock Selection By Federica Moro

## Doppiatrici
- Fiamma Izzo in Segni particolari: bellissimo, College (film)[3]
- Serena Verdirosi in  Yuppies
- Annarita Pasanisi in La partita